# M-DISC
M-DISC (Millennial Disc) é um disco óptico write-once apresentado em 2009 pela Millenniata, Inc. e é disponível como discos DVD e Blu-ray.

## Visão geral
O projeto do M-DISC visa prover grande longividade de mídia. Millenniata alega que as gravações em um M-DISC corretamente armazenado vão resistir por 1000 anos. Enquanto as propriedades exatas do M-DISC são um segredo comercial, as patentes que protegem a tecnologia do M-DISC afirmam que a camada de dados é um "carbono vítreo" e que o material é substancialmente inerte á oxidação e tem um ponto de derretimento entre 200 e 1000 °C.
Os testes da Millenniata encontraram que os DVDs do M-DISC são mais duráveis que DVDs convencionais. "Os discos foram sujeiros ás seguintes condições de testes em uma câmera ambiental: 85 °C, umidade relativa de 85% (condições especificadas em ECMA-379) e todo o espectro luminoso".
Mas de acordo com o teste do French National Laboratory of Metrology and Testing á 90 °C e 85% de umidade, por 1000 horas, o DVD+R com camada de gravação inorgânica como o M-DISC mostrou uma deterioração de similar qualidade como outros discos convencionais com uma camada de gravação orgânica, com um tempo de vida máximo abaixo das 250 horas.
M-DISC usa uma única camada inorgânica, que é substancialmente inerte ao oxigênio, mas requer um laser de alta potência. O DVD do M-DISC não requer uma camada reflexiva. Ainda, tanto o M-DISC e o BD-R inorgânico fisicamente alteram a camada de gravação, queimando um furo permanente no material. Além do dano físico, falha da camada reflexiva, seguida proximamente da degradação da camada de dados, são os modos de falha primários em todos os discos ópticos de gravação.
Os discos gravados são legíveis em drivers convencionais. Capacidades disponíveis de gravação são similares a outras mídias indo de 4.7 GB DVD-R para 25 GB, 50 GB BD-R e 100 GB BD-XL. Os primeiros DVDs do M-DISC tiveram dificuldade em distinguir a camada gravável do disco, então eles adicionaram color para distinguir os lados e o fizeram parecer como a coloração padrão nas mídias de DVD comuns.
LG Electronics, ASUS e Lite-On produzem os drivers que podem gravar a mídia do M-DISC. Ritek produz o Blu-ray do M-DISC, vendido sob as marcas do Ritek e M-DISC. Verbatim produz discos com dois logos, divulgados como "Verbatim M-Disc".

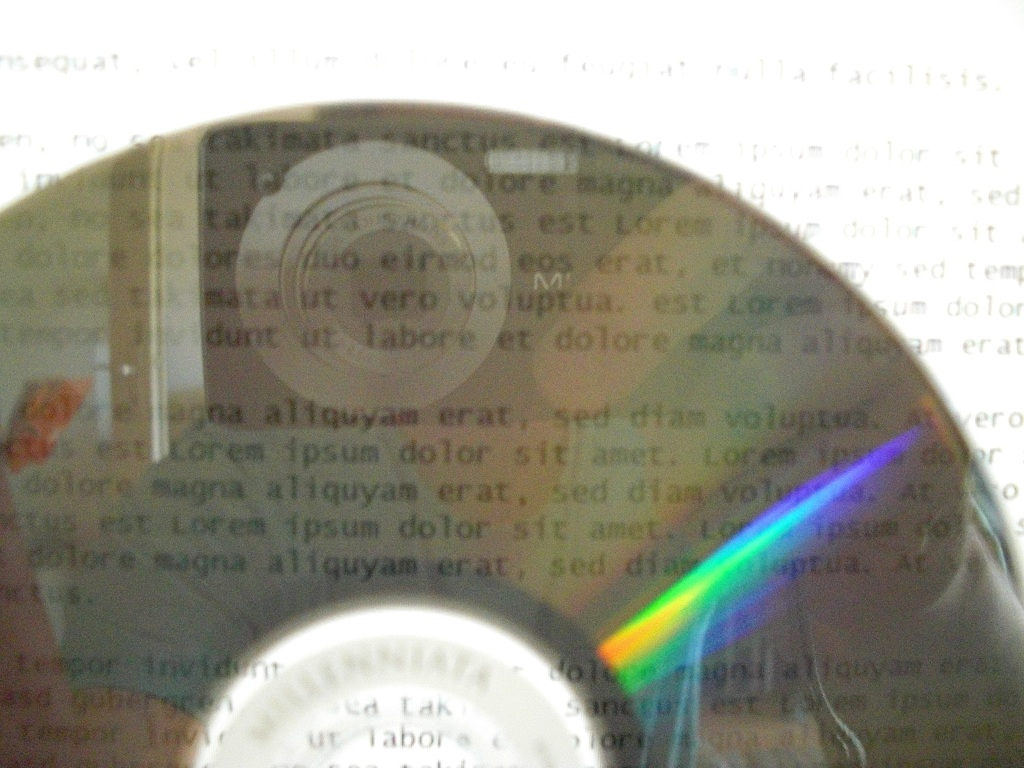
Demonstração da transparência do M-DISC
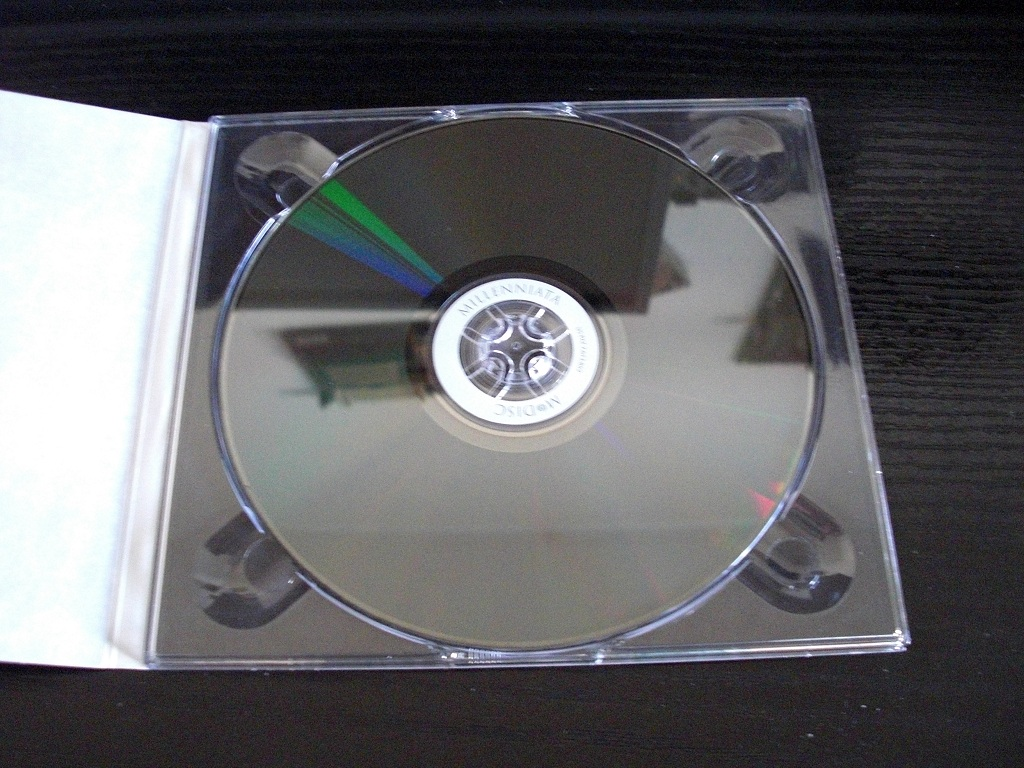
M-DISC em uma embalagem aberta
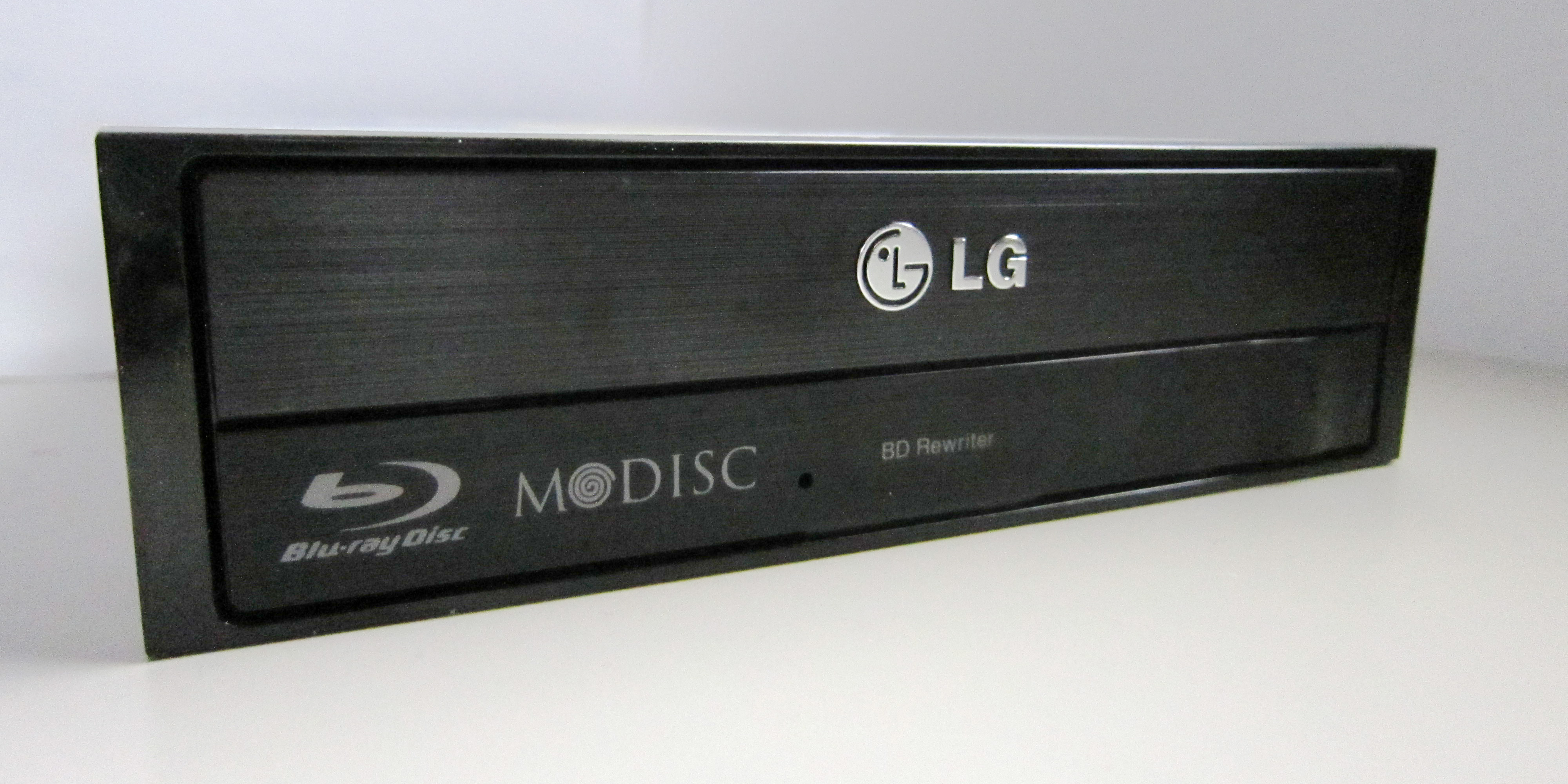
O logo "redemoinho" do M-DISC "swirl" em um drive óptico da LG Blu-ray

## História
O Millenniata, Inc, desenvolvedor do M-DISC foi cofundado pelos professores Brigham Young University Barry Lunt e Matthew Linford, junto com o CEO Henry O'Connell e CTO Doug Hansen. A companhia foi encorporada no dia 13 de Maio de 2010 em American Fork, Utah. Millenniata, Inc. faliu oficialmente em Dezembro de 2016. Na direção do CEO Paul Brockbank, Millenniata emitiu uma dívida conversível. Quando a obrigação para conversão não foi satisfeita, a companhia ficou inadimplente no pagamento da dívida e os donos da dívida tomaram posse dos ativos da empresa. Os donos da dívida subsequentemente começaram uma nova companhia, Yours.com, para vender M-DISCs e serviços relacionados.
- Este artigo foi inicialmente traduzido, total ou parcialmente, do artigo da Wikipédia em inglês cujo título é «M-DISC».